# Vesles-et-Caumont

Vesles-et-Caumont este o comună în departamentul Aisne din nordul Franței. În 1 ianuarie 2022 avea o populație de 243 de locuitori.